# Frankenau-Unterpullendorf
Frankenau-Unterpullendorf (węg. Répcesarud-Alsópulya, burg.-chorw. Frakanava-Dolnja Pulja, rom. Telutni Pulja) – gmina w Austrii, w kraju związkowym Burgenland, w powiecie Oberpullendorf. 1 stycznia 2014 liczyła 1,16 tys. mieszkańców.